# Katedra św. Mikołaja w Oradei
Katedra św. Mikołaja (rum. Catedrala Sfântul Nicolae) – greckokatolicka świątynia znajdująca się w rumuńskim mieście Oradea. Siedziba eparchii Oradea Mare. 

## Historia
W 1739 roku łaciński biskup Oradei, Nikolaus IV Csáky, zakupił działkę w centrum miasta i wzniósł na niej greckokatolicką cerkiew. Posiadała ona drewnianą wieżę z małym dzwonem i wolnostojącą dzwonnicę z trzema innymi instrumentami. Na miejscu tejże świątyni w latach 1788-1805, z rozkazu biskupa Ignațiego Darabanta, wzniesiono dzisiejszą katedrę. 30 lat po ukończeniu budowy, podczas pożaru miasta, spłonęły dach i wieża. Zniszczenia naprawiono w 1870. Biskup Mihail Pavel w 1892 zlecił Antalowi Szirmaiowi namalowanie fresków we wnętrzu kościoła, w tym czasie powstał również ikonostas. W 1907, podczas wichury, z wieży kościoła spadł krzyż, a podczas jej remontu doszło do pożaru. Zniszczenia naprawiono w latach 1910-1912 z funduszy biskupa Demetriu Radu, podczas tej renowacji nadano wieży obecny wygląd. W 1924 wzniesiono emporę, mogącą pomieścić do 200 osób. Po zdelegalizowaniu Kościoła Rumuńskiego Zjednoczonego z Rzymem w 1948 świątynie przekazano prawosławnym. 31 października została ona przejęta przez prawosławnego biskupa Oradei, Nicolaego Popoviciu. Od 21 listopada 2005 ponownie należy do grekokatolików.

## Architektura i wyposażenie
Świątynia późnobarokowa, z elementami klasycystycznymi. Kościół salowy z transeptem, sklepiony kolebkowo. Nad skrzyżowaniem naw znajduje się kopuła, pokryta freskami przedstawiającymi Świętą Trójcę.

## Galeria

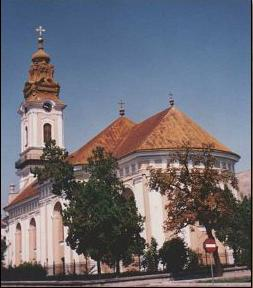
Widok w 2005
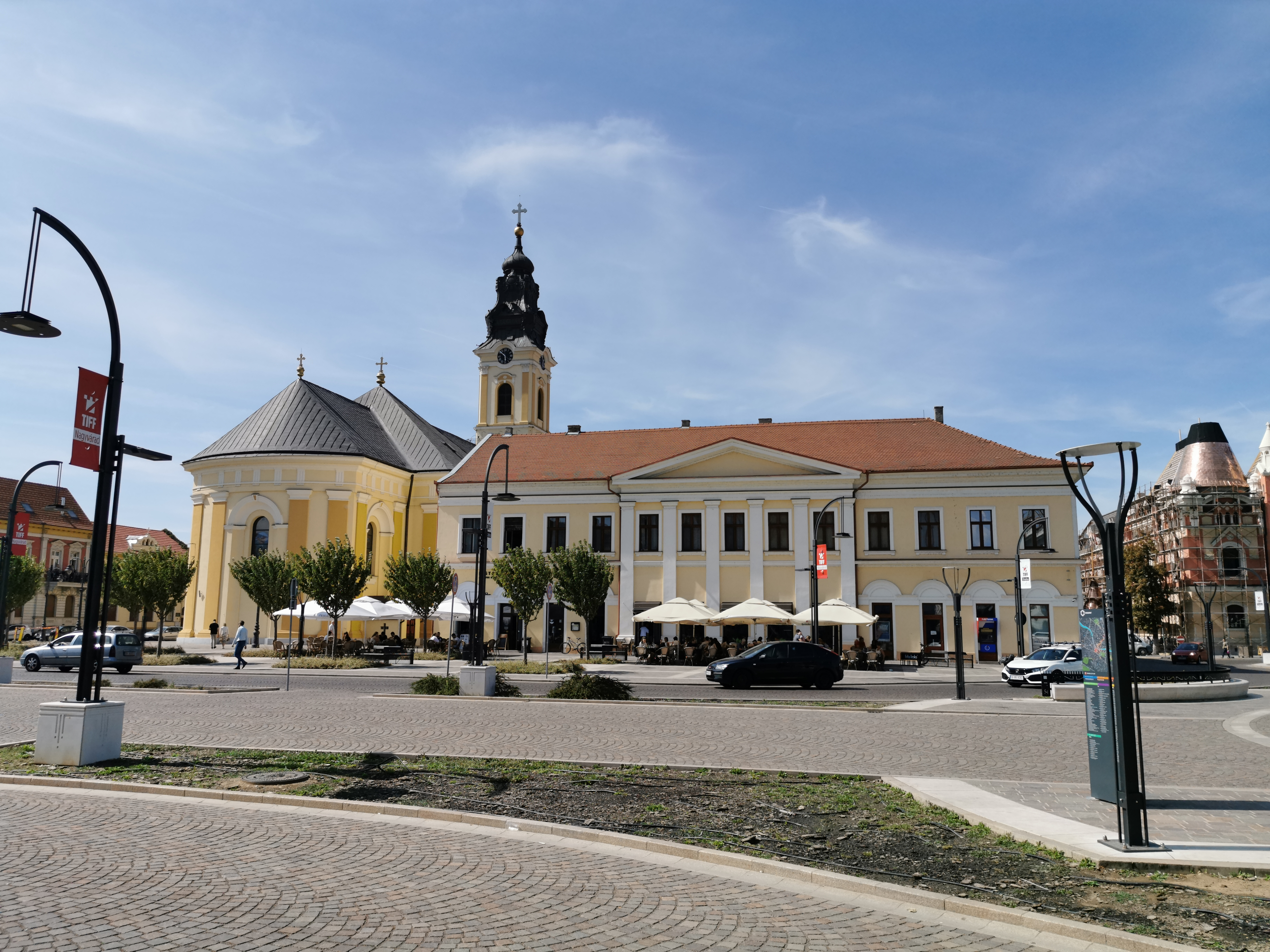
Widok z północnego wschodu
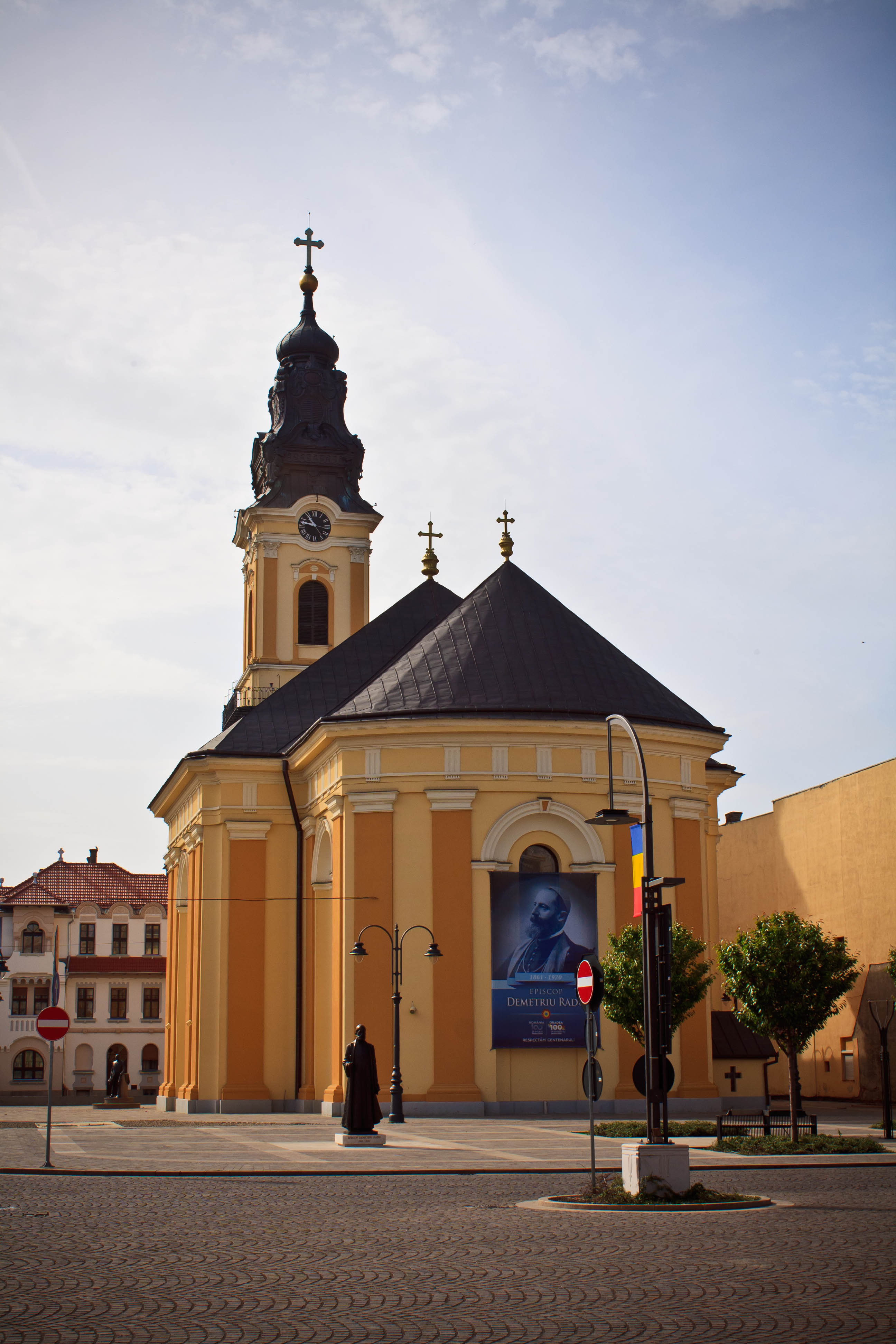
Widok od strony prezbiterium
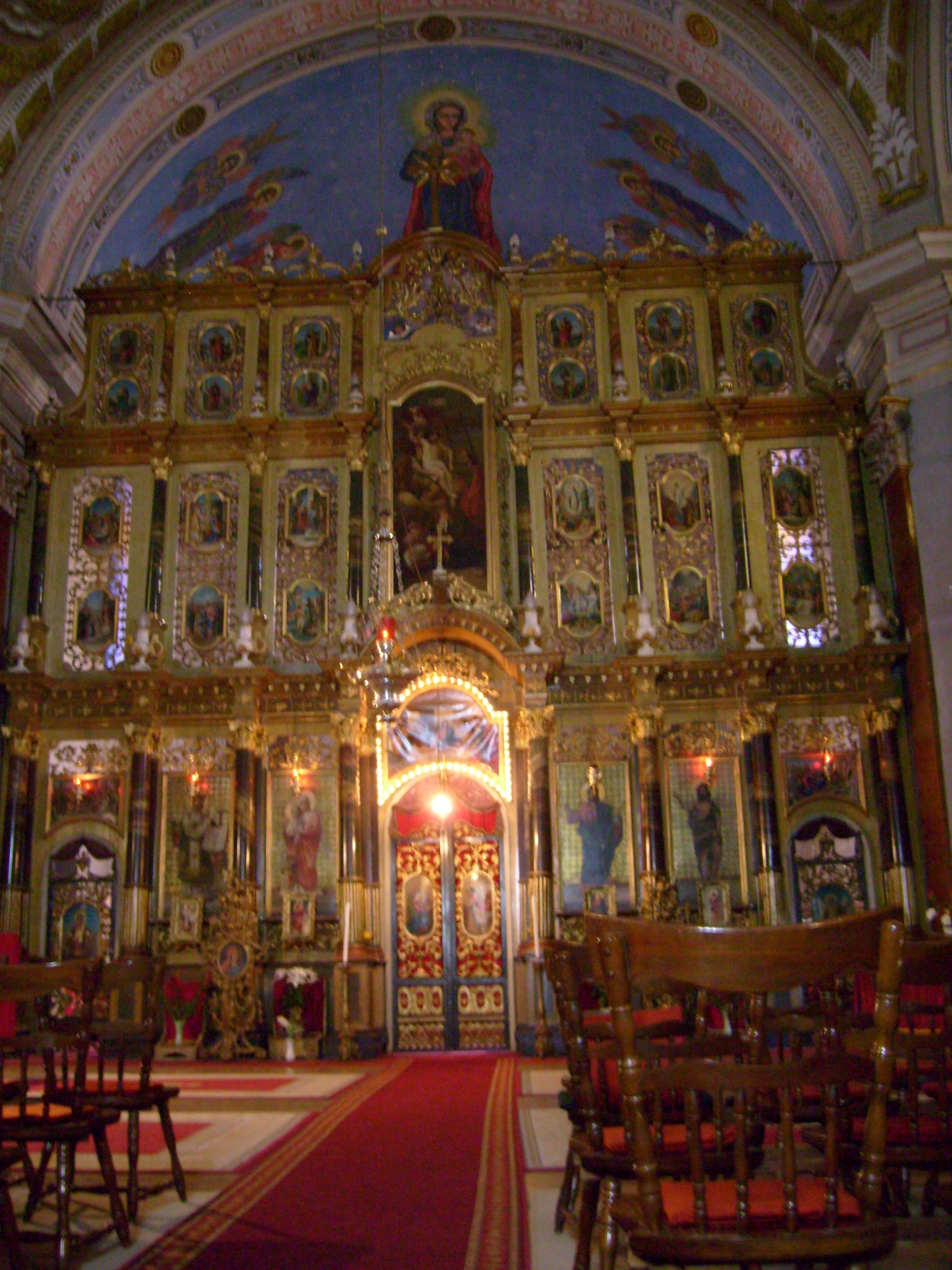
Ikonostas